# A Nyugat lánya
A Nyugat lánya (olaszul La fanciulla del West) Giacomo Puccini háromfelvonásos operája. Szövegkönyvét Guelfo Civinini és Carlo Zangarini írták David Belasco The Girl of the Golden West című színműve alapján. Ősbemutatójára a New York-i Metropolitan operaházban került sor, 1910. december 10-én.

## Szereplők
| Szereplő                                   | Hangfekvés   |
| ------------------------------------------ | ------------ |
| Minnie, csaplároslány                      | szoprán      |
| Jack Rance, seriff                         | bariton      |
| Dick Johnson alias Ramerrez, bandita       | tenor        |
| Nick, a Polka szalon pincére               | tenor        |
| Ashby, a Wells Fargo vasúttársaság ügynöke | basszus      |
| Sonora, aranyásó                           | bariton      |
| Trin, aranyásó                             | tenor        |
| Bello, aranyásó                            | bariton      |
| Harry, aranyásó                            | tenor        |
| Joe, aranyásó                              | tenor        |
| Happy, aranyásó                            | tenor        |
| Larkens, aranyásó                          | basszus      |
| Billy Jackrabbit, vásári énekes            | bariton      |
| Wowkle, a felesége                         | mezzoszoprán |
| Jake Wallace, vásári énekes                | bariton      |
| José Castro, mesztic férfi                 | basszus      |
| Aranyásók, tábori férfiak.                 |              |

## Cselekménye

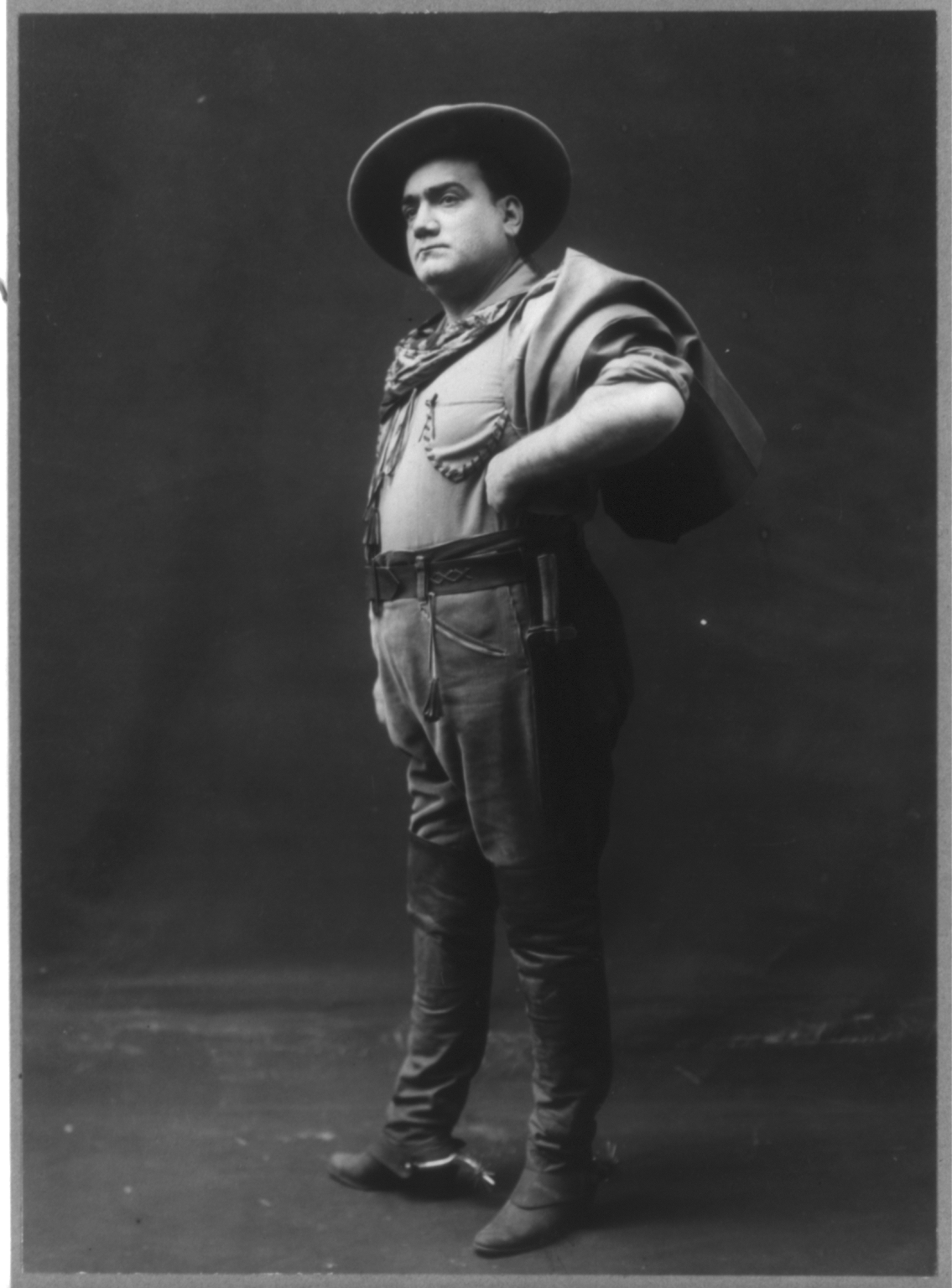
Caruso Dick Johnson alias Ramerrez bandita szerepében

Helyszín: Kalifornia, az aranyláz idején
Idő: 1849-1850

### Első felvonás
Az aranyásók tábori kocsmájukban, a Polkában mulatnak. Jack Rance, a seriff szerelmes a csaplároslányba, Minnie-be. Megérkezik Ashby ügynök, aki a banditát, Ramerrezt keresi. Megérkezik a kocsmába a postakocsis is, aki üzenetet hoz Ashbynek egy ismeretlen spanyol nőtől, aki megígéri, hogy elvezeti a bandita búvóhelyére. Még egy vendég érkezik a kocsmába, Johnson Sacramentóból. Minnie felidézi egyik korábbi találkozásukat, ezért az aranyásók befogadják barátként. Az aranyásók távozása után Johnson egyedül marad Minnie-vel, akitől megtudja, hogy ő őrzi az aranykészlet kulcsát. Johnson beavatja Minnie-t a tervébe: el akarja rabolni az aranyat. Éjszakára találkozót beszélnek meg.

### Második felvonás

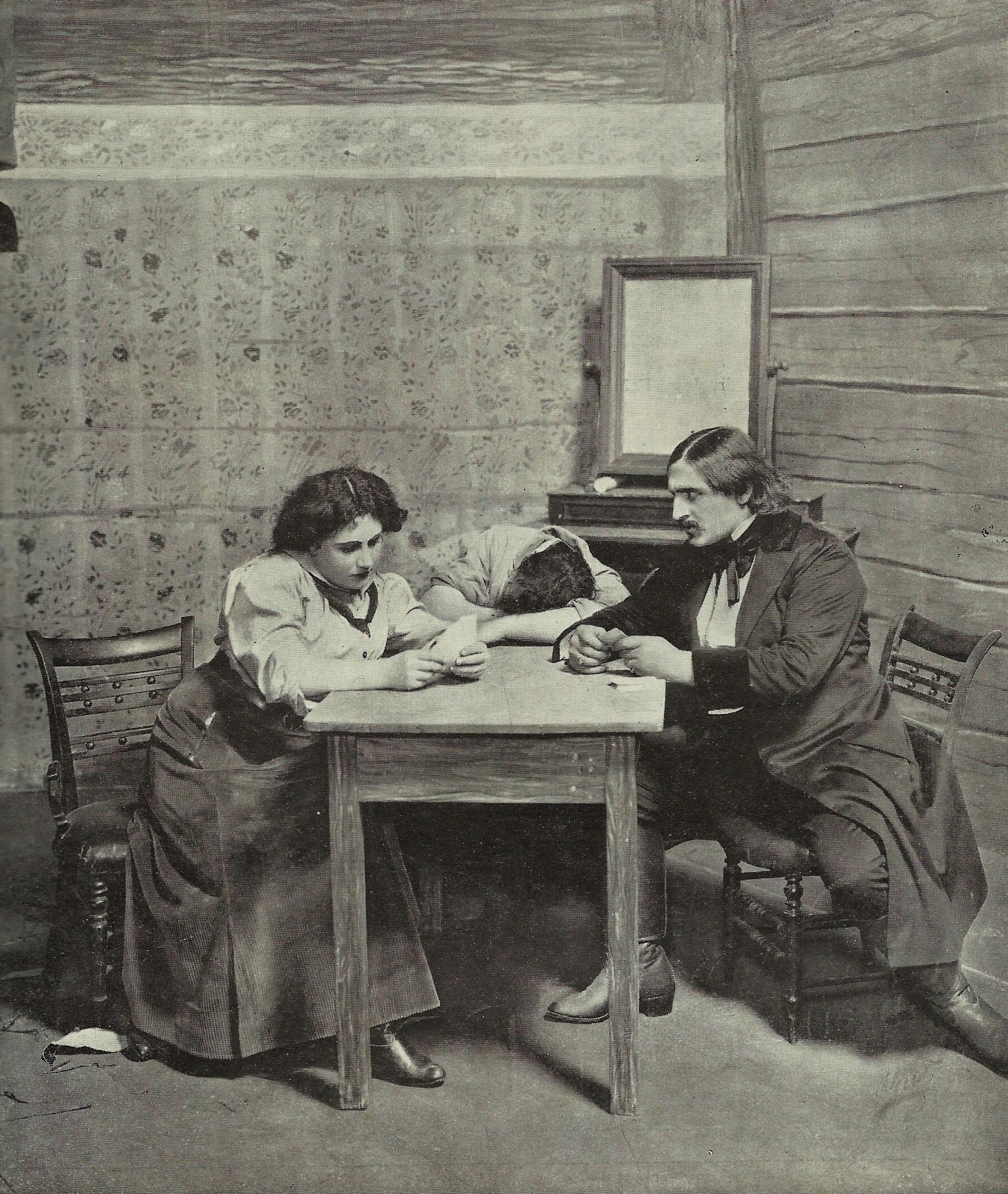
A pókerjátszma

Minnie a szobájában várja Johnson érkezését. Elmeséli a férfinak az életét, Johnson pedig a szerelemre tereli a szót. Szenvedélyesen szerelmet vallanak egymásnak. Amikor Johnson indulni akar, három puskalövés hallatszik. A férfi elbújik. Megérkezik a seriff három aranyásóval és tudatják Minnievel, hogy Johnson tulajdonképpen Ramerrez, a híres bandita. Minnie kitessékeli őket a szobájából, és az utólag előbújó Johnsont is elküldi. Alig lép ki a férfi a szobából, amikor golyó találja el. Minnieben ismét fellángol a szerelem és a sebesültet elrejti a padláson, de amikor a seriff visszatér, a vércseppek elárulják a bandita ottlétét. Minnie azt javasolja, hogy egy pókerjátszmával döntsék el Johnson sorsát. A nő egy hamis kártya segítségével megnyeri a partit, így Johnsonnak alias Ramerreznek sikerül megszöknie.

### Harmadik felvonás

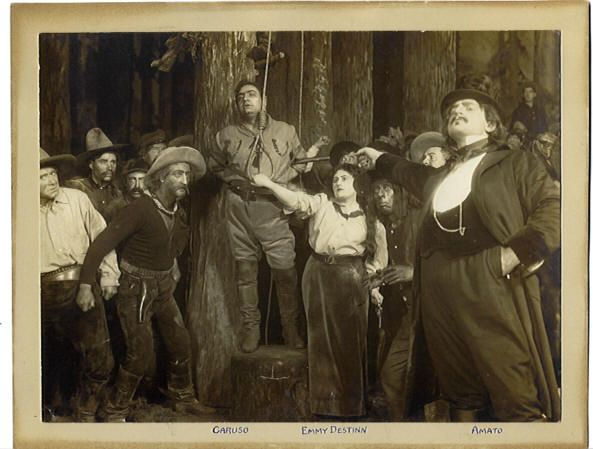
A III. felvonás az ősbemutatón

Egy erdei tisztáson az aranyásók egyik csapata a másikra vár, hogy együtt fogják el Ramerrezt. Megérkezik Ashby is és mellette a bilincsbe vert Johnson. Akasztani akarják, amikor lován bevágtat Minnie és az általános elképedést kihasználva revolverével Johnson mellé ugrik. Azzal fenyegetőzik, hogy előbb a rablót, majd saját magát is lelövi, ha nem engednek szabad utat nekik. Emlékezteti az aranyásókat a sok jóra, amit neki köszönhetnek. A férfiakon erőt vesz a meghatottság és megkönyörülnek Johnsonnak, aki Minnievel együtt elhagyja a vidéket egy új élet kezdésének reményében.

## Híres részletek

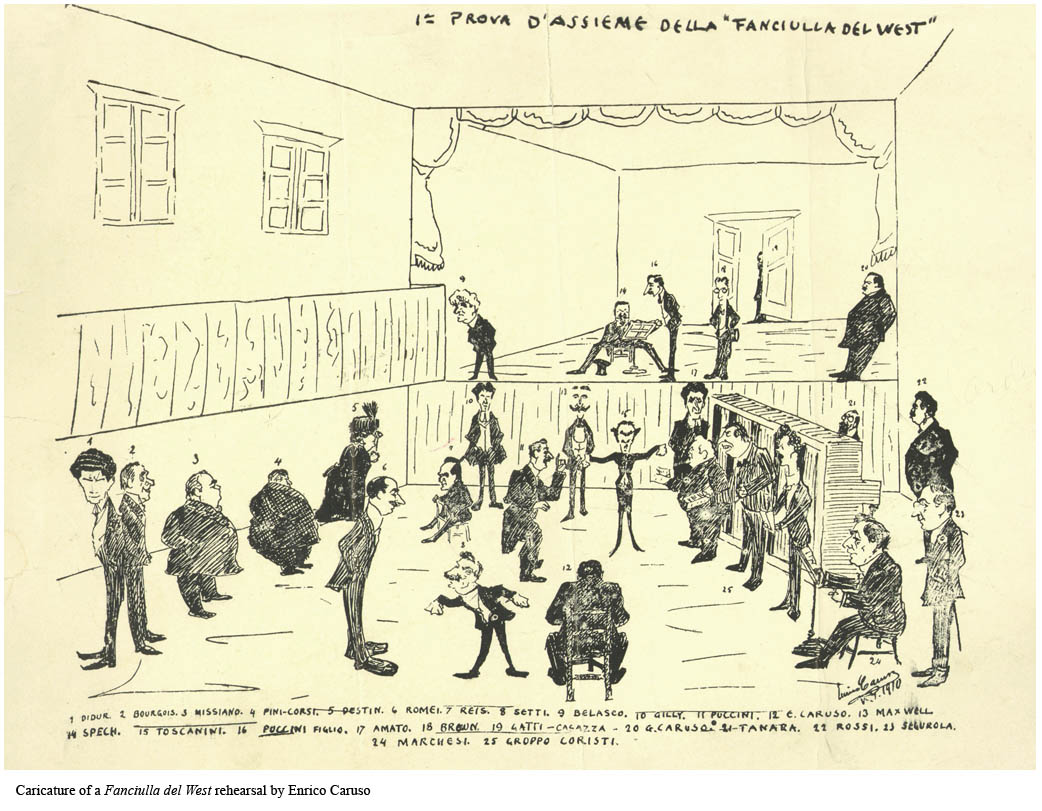
Caruso karikatúrája a bemutató próbájáról

- Che farrano i vecchi miei – a vándor énekmondó, Jake Wallace dala (első felvonás)
- Minnie, dalla mia casa son partito – Jack Rance áriája (első felvonás)
- Laggiu nel Soledad – Minnie áriája (első felvonás)
- Or son sei mesi, che mio padre mori – Ramerrez áriája (második felvonás)
- Ch'ella mi creda libero e lontano – Ramerrez áriája (harmadik felvonás)

## Diszkográfia
Carol Neblett (Minnie), Plácido Domingo (Dick Johnson), Sherrill Milnes (Jack Rance) stb.; Covent Garden Kir. Operaház Ének- és Zenekara, vez.: Zubin Mehta (1977) Deutsche Grammophon 474 840-2 [a mű etalonfelvétele]